# Scotopteryx transbaicalica
Scotopteryx transbaicalica är en fjärilsart som beskrevs av Alexander Michailovitsch Djakonov 1955. Scotopteryx transbaicalica ingår i släktet backmätare, och familjen mätare. Inga underarter finns listade.